# Loch Tummel
Loch Tummel – jezioro w środkowej Szkocji, w hrabstwie Perth and Kinross, położone w Grampianach, w dolinie rzeki Tummel, która przez nie przepływa, około 7 km na północny zachód od miasta Pitlochry.
Jezioro rozciąga się z zachodu na wschód na długości około 11 km. Lustro wody znajduje się na wysokości 143 m n.p.m. Objętość jeziora wynosi 36,4 mln m³. Na wschodnim krańcu jeziora znajduje się zapora wodna Clunie Dam, wzniesiona w 1951 roku. W następstwie jej budowy poziom wody w jeziorze podniósł się o około 5 m, a jezioro podwoiło swoją długość.